# Santa Cruz Cabrália (kommun)
Santa Cruz Cabrália är en kommun i Brasilien.   Den ligger i delstaten Bahia, i den östra delen av landet, 900 km öster om huvudstaden Brasília. Antalet invånare är 26 198.
Följande samhällen finns i Santa Cruz Cabrália:
- Santa Cruz Cabrália

I omgivningarna runt Santa Cruz Cabrália växer i huvudsak städsegrön lövskog. Runt Santa Cruz Cabrália är det ganska glesbefolkat, med 26 invånare per kvadratkilometer.